# Raozan
Raozan è un sottodistretto (upazila) del Bangladesh situato nel distretto di Chittagong, divisione di Chittagong. Si estende su una superficie di 246,58 km² e conta una popolazione di 274.344 abitanti (dato censimento 1991).